# Giovanni Jacono
Pour les articles homonymes, voir Jacono.
Giovanni Jacono (1873 - 1957), est un prélat catholique italien, évêque de Molfetta puis de Caltanissetta. Réputé pour la sainteté de sa vie et le soin qu'il prenait à guider ses diocèses, l'Église catholique a entamé la cause pour sa béatification. Il a été reconnu vénérable en 2018.

## Biographie
Giovanni Jacono est issu d'une famille de modestes agriculteurs. Il rêve de devenir prêtre mais le manque de moyens de sa famille semble être un obstacle insurmontable. Pourtant Mère Marie Schininà, à qui il s'est confié, le rassure en lui disant qu'il deviendrait prêtre. Et en effet après son service militaire, il est finalement accepté par son évêque au séminaire, bien qu'il n'ait pas l'argent nécessaire. Il dort alors dans le couloir de l'accueil et travaille en parallèle pour payer sa pension. 
Le 21 septembre 1902, Giovanni Jacono est ordonné prêtre, puis envoyé par son évêque à l'Université pontificale du Latran, pour compléter ses études de théologie. Là il se fait remarquer par sa piété et sa bonté. L'un de ses camarades, Angelo Roncalli, futur pape Jean XXIII, le tient en grande estime et dira plus tard à un prêtre de Caltanissetta : "Je l'admire beaucoup et prie le Seigneur pour qu'il me fasse devenir aussi bon que Giovanni Jacono". 
Une fois diplômé, Giovanni Jacono est nommé proresseur au séminaire de Catane, dont il deviendra le recteur. Il est en même temps chanoine de la cathédrale, dans laquelle il confesse plusieurs heures par jour. Il devient un directeur spirituel recherché par les fidèles.
En 1918, le pape Benoît XV le nomme évêque de Molfetta. Il est ordonné évêque le 8 septembre 1918. En 1921, il prend la charge du diocèse de Caltanissetta, qu'il mènera jusqu'à sa retraite, prise en 1956. Il meurt dans sa ville natale un an plus tard. Son prédécesseur, Mgr Antoine Auguste Intreccialagli, le considérait comme "un vrai homme de Dieu". 
Toute sa vie Mgr Jacono mena une vie très pauvre et exemplaire, cohérente avec ce qu'il prêchait. Lors de ses funérailles, l'évêque de Raguse dira même : "Le plus pauvre évêque de Sicile est mort.". À sa mort, on trouva sur son bureau la somme de 15 000 lires, tout ce qu'il possédait, avec un billet sur lequel était écrit : "Pour les pauvres de San Vincenzo".

## Béatification
Une enquête pour la cause de béatification de Giovanni Jacono s'ouvre en 2008 au sein du diocèse de Caltanissetta. L'enquête diocésaine se clôt en 2012, et est transmise au Saint-Siège pour y être étudiée par la Congrégation pour les causes des saints. 
Le 7 novembre 2018, le pape François reconnaît les vertus héroïques de Giovanni Jacono, lui attribuant ainsi le titre de vénérable.